# Cleopatra era Cándida
Cleopatra era Cándida es una película dirigida por Julio Saraceni  que al igual que con el personaje de Catita se encarga de darle un cierre a la  serie de Cándida  en 1964. En esta ocasión Cleopatra-Cándida se casa con un millonario viudo interpretado por Juan Verdaguer. Esta en pleno ejercicio de nueva sea de la casa, cuando llega la hija de su marido, con la compañía de la bella y exuberante Amelita Vargas, con 2 propósitos averiguar que esconde su padre y que esta, se case con el, ya q no saben del reciente matrimonio. 
Se suceden los disparates ya que la nueva Sra se hace pasar por la enfermera un poco bruta del "viudo", mientras evita los avances de la recién llegada candidata.
También va surgiendo un romance entre su sobrino, Johny Tedesco, con su hijastra.
- Fecha de estreno: 23 de abril de 1964
- Dirección: Julio Saraceni
- Guion: Abel Santa Cruz

## Reparto
- Niní Marshall ... Cleopatra García Pérez / Cándida
- Juan Verdaguer ... Florencio Ferrari
- Tito Lusiardo ... Don Valentín / Dr Arévalo
- Estela Molly ... Catalina, hija de Florencio
- Amelita Vargas ... Berta, cuñada de Florencio
- Héctor Fuentes ... Croupier de casino de Río de Janeiro
- Vicente Rubino ... Decorador Distéfano
- Johnny Tedesco ... Johnny, sobrino de Cleopatra
- Tristán ... Mayordomo Fermín
- Susana Ferrer
- Jesús Pampín
- Mario Savino
- Orestes Soriani
- Susana Ferrer
- Otto Weber
- Ego Brunoldi
- Juan Carlos Cevallos

- Datos: Q5772517